# Guo Ying
Guo Ying (chiń. 国鹰) – chiński dyplomata. Ambasador Chińskiej Republiki Ludowej w Laosie. Pełnił tę funkcję w okresie od kwietnia 1974 do grudnia 1977.